# Mystery Repeats
Mystery Repeats is het tweede album van het Nederlandse hiphopduo Pete Philly & Perquisite. Het album verscheen in Nederland op 10 september 2007. Mystery Repeats behaalde een tweede plaats in de Nederlandse Album Top 100.

## Composities
| #  | Titel                                   |
| -- | --------------------------------------- |
| 1  | "Clap Kick Flow"                        |
| 2  | "Womb to Tomb"                          |
| 3  | "Fish to Fry"                           |
| 4  | "Hectic"                                |
| 5  | "Q&A"                                   |
| 6  | "Believer"                              |
| 7  | "Awake"                                 |
| 8  | "Traveller" (Featuring Erminia Córdoba) |
| 9  | "Last Love Song"                        |
| 10 | "Freestyle"                             |
| 11 | "Third Degree"                          |
| 12 | "Balance" (Featuring GMB)               |
| 13 | "Empire"                                |
| 14 | "High Tide"                             |
| 15 | "Mystery Repeats"                       |
| 16 | "Time Flies"                            |

## Trivia
- De single 'Mystery Repeats' werd gebruikt door Karwei in haar tv-commercials.